# تاريخ حي
التاريخ الحي هو نشاط يدمج الأدوات والأنشطة التاريخية واللباس في عرض تقديمي تفاعلي يهدف إلى إعطاء المراقبين والمشاركين إحساسًا بالرجوع في الزمن. على الرغم من عدم تركز هدف التاريخ الحي على إعادة تمثيل حدث تاريخي معين، لكنه يتضمن ذلك بشكل أو بآخر، ويشمل في بعض الأحيان إعادة تمثيل لبعض الوقائع. التاريخ الحي هو وسيلة تعليمية تستخدمها متاحف التاريخ الحي والمواقع التاريخية ومترجمو التراث والمدارس ومجموعات إعادة تمثيل التاريخ لتثقيف الجمهور في مجالات معينة من التاريخ، مثل أنماط الملابس والتسلية والحرف اليدوية، أو ببساطة بهدف إيصال إحساس بالحياة اليومية التي كانت موجودة في فترة معينة من التاريخ.

## خلفية
يتبع التاريخ الحي نهجًا يهتم باكتساب أصالة في الفن أكثر من إعادة تمثيل حدث معين وفقًا لبرنامج نصي مخطط مثلما هو الحال في المجالات الأخرى التي تهتم بإعادة التمثيل. يتعلق التاريخ الحي باندماج الممثلين في حقبة معينة، أكثر من إيصالهم لمعلومات خاصة. بحسب تعبير والتر بنيامين «يُعبّر عن الرسالة الروحية في أثر وهالة كل نصب تذكاري وكل موقع»، حتى في الأعمال الفنية المُعاد إنتاجها تقنيًا.
يمكن العثور على مثال مبكر للجانب الروحي والمستقبلي للتاريخ الحي في كتاب الشاعر قايدو فون لست بعنوان فايدرراوفباو فون كارنونتوم لعام 1900 الذي اقترح فيه إعادة بناء المعسكر الروماني في كارنونتوم في حي فيينا كنوع من مدينة للملاهي (قارن مع فيلم وست وورلد). طلب ليست، وهو نيوباجان يميني، من موظفيه من الملاك والنوادل والحراس ارتداء ملابس تاريخية. وطلب أيضًا تزويد أي زائر بالملابس المناسبة، ووصف الطقوس بمصطلحات «داخل اللعبة» و«خارج اللعبة» لتعزيز تجربة الانغماس، وما يزال دور الملابس مهمًا حتى اليوم.
يصف مصطلح «التاريخ الحي» أداء عامة الناس لإحياء التاريخ بطريقة حرة إلى حد ما. لا تنحصر أفعال اللاعبين بطريقة صارمة، لكن غالبًا ما يضطرون إلى البقاء في مكان أو مبنى معين. يتضمن العرض التاريخي سلسلة متصلة من محاولات مدروسة جيدًا لإعادة إنشاء حدث تاريخي معروف للأغراض التعليمية، من خلال تمثيلات مع عناصر مسرحية، وأحداث تنافسية لأغراض الترفيه. قد يكون الخط الفاصل بين عروض الهواة والمحترفين في متاحف التاريخ الحي غير واضح، تمامًا مثل حدود ألعاب تمثيل الأدوار الحية.
في حين يستخدم المحترفون بشكل روتيني أخصائيين من المتاحف والمترجمين الفوريين المدربين للمساعدة في نقل قصة التاريخ للجمهور، تستخدم بعض المتاحف والمواقع التاريخية الأخرى مجموعات التاريخ الحي بمعايير عالية من الأصالة للقيام بنفس الدور في المناسبات الخاصة. لا تتضمن مثل هذه الأحداث بالضرورة معركة صورية، ولكنها تهدف إلى تصوير حياة الناس في تلك الفترة، والأهم من ذلك أسلوب حياتهم. يتضمن ذلك غالبًا إعطاء انطباعات عسكرية ومدنية. في بعض الأحيان، تُسرد القصص أو التمثيل لإشراك أو شرح الحياة اليومية أو النشاط العسكري للجمهور المشاهد. والأكثر شيوعًا هي عروض الحرف والطبخ والأغاني والأنشطة الترفيهية. قد يوجد أيضًا عروض تدريب قتالي أو مبارزات.
في الولايات المتحدة لا تسمح سياسة إدارة المنتزهات الوطنية بإعادة تمثيل المعركة (محاكاة القتال) على ممتلكاتها. يوجد استثناءات، مثل تمثيل معركتَي سايلور كريك وغيتسبورغ. تُدار هذه المعارك بدقة عالية من خلال تطبيق عوامل أمان صارمة، إضافة للتأكيد على الحقائق التاريخية الدقيقة.
ترتبط عادة إعادة تمثيل القرون الوسطى في ألمانيا بالتاريخ الحي ومعارض ومهرجانات النهضة، وتوجد في كل مدينة تقريبًا. مثل مهرجان بطرس وبولس في بريتن وحفل زفاف لاندشوت أو بطولة فرسان سكلوس كالتنبرغ. غالبية مجموعات إعادة تمثيل القتال هي مجموعات تعيد التمثيل في ساحة المعركة، وأصبح بعضها معزولًا إلى حد ما بسبب التركيز القوي على الأصالة.
تسبب ما حدث مع مجموعة ألفهيندار المهنية بجدل في علم الآثار الألماني. دعمت المتاحف الكبيرة مجموعة التاريخ الحي الألماني البولندي، ومنذ عام 2000 صاغوا صورة التاريخ المبكر في ألمانيا والعالم. بدأ النزاع عام 2009 بسبب العديد من العوامل، ومنها ورقة بعنوان «تحت صليب الكروشيه المعقوف، التاريخ الحي الجرماني وتأثيرات اليمين». من ناحية أخرى، لم يعجَب الألمان الشرقيون الشيوعيون بإعادة تمثيل التاريخ الحي «الهندي»، وهو تنوع واسع الانتشار في ألمانيا الشرقية، وكان يُراقب عن كثب من قبل قوات الأمن. هذا النوع من التاريخ الحي هو أيضًا جزء من فولكلور ألمانيا الغربية ويحاول الوصول إلى مستوى عالٍ من الأصالة.